# Conrat Meit

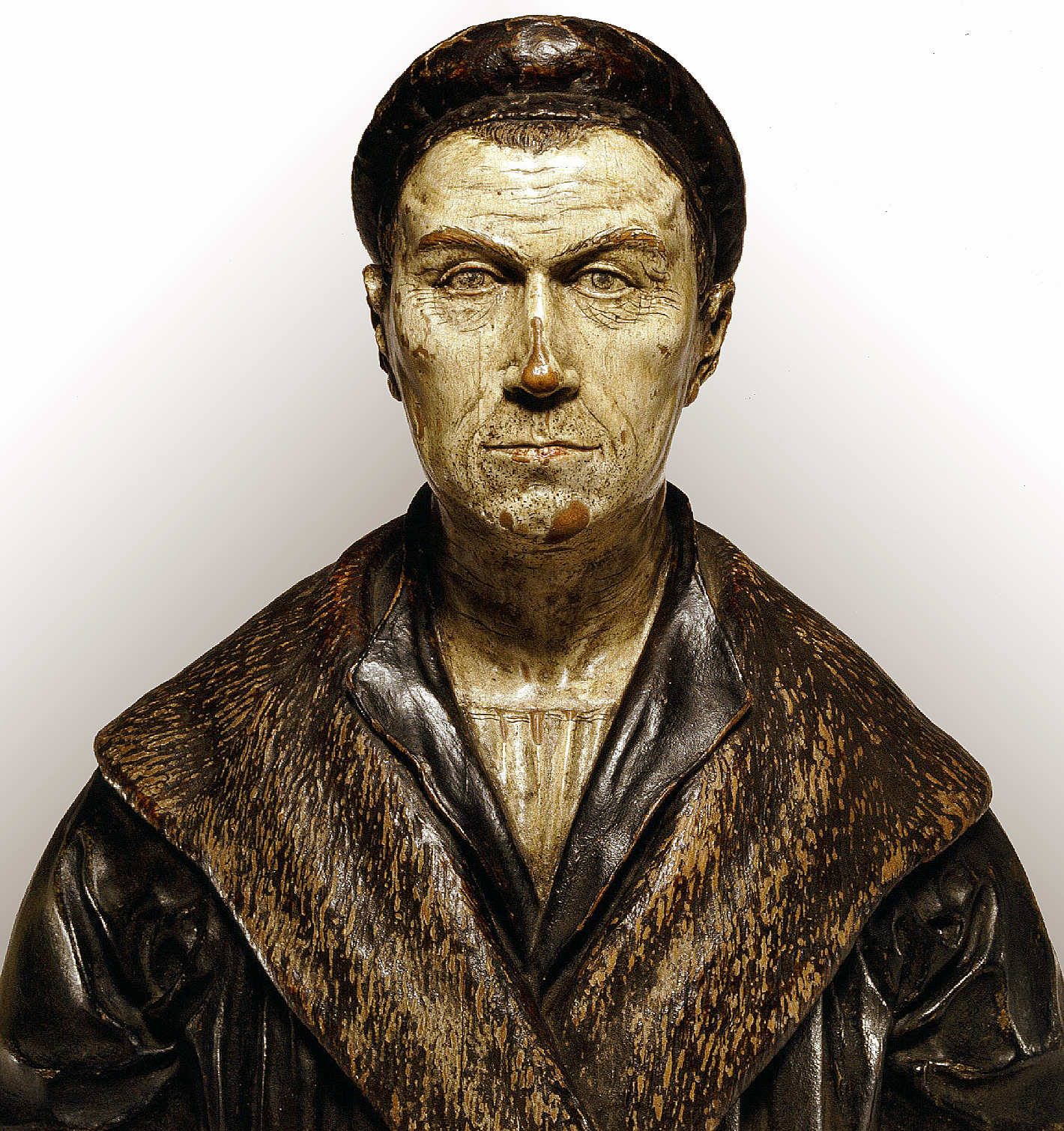
Conrat Meit: buste van Jakob Fugger in hout, omstreeks 1515

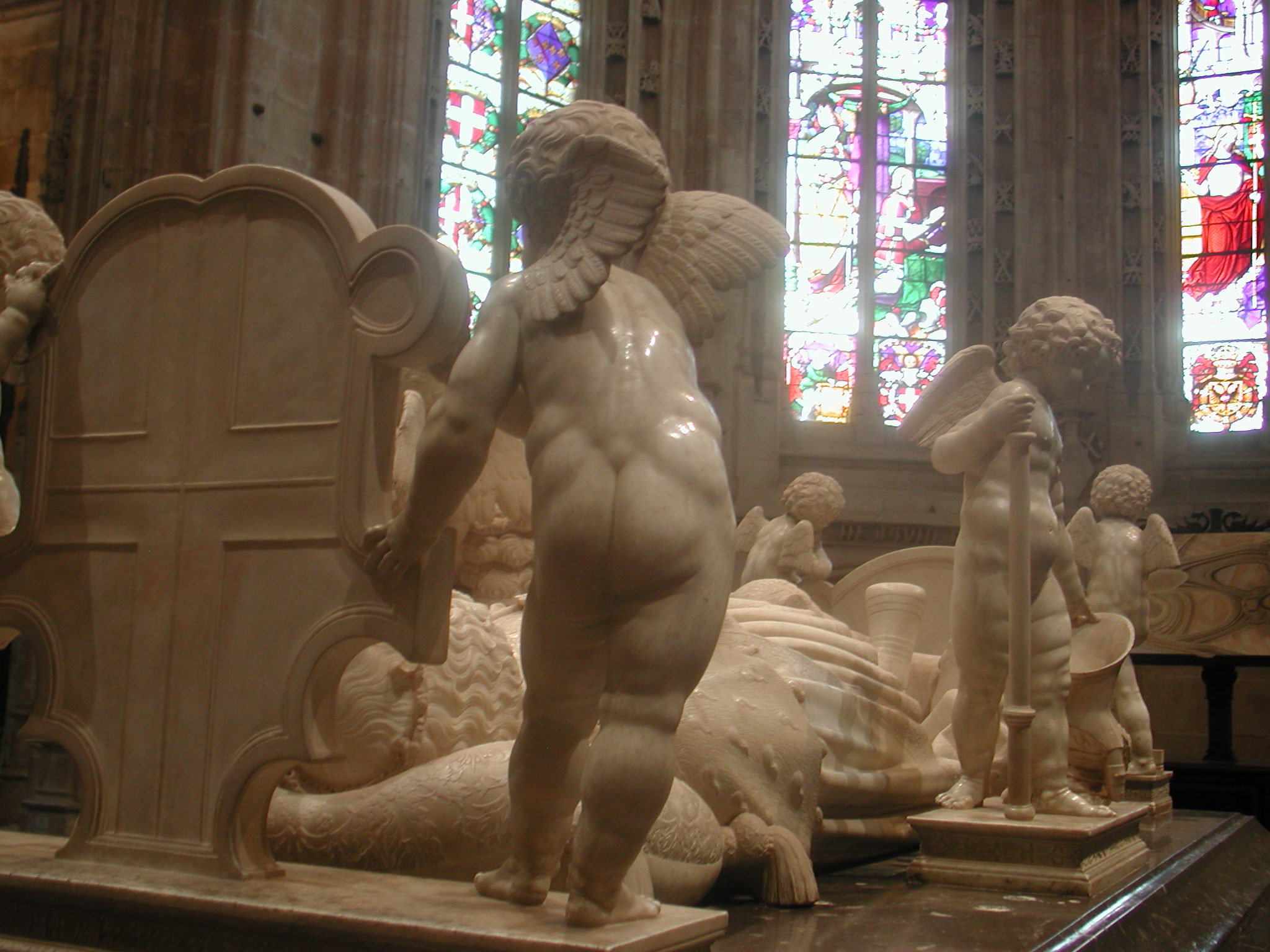
Naakte putti aan de tombe van Filibert II van Savoye in de Nicolaas van Tolentijnkerk

Conrat Meit: Judith met het hoofd van Holofernes, omstreeks 1525 (Albast, deels verguld)

Conrat Meit of Meyt (Worms, 1470/1485 – Antwerpen, 1550/1551) was een beeldhouwer die behoorde tot de Noordelijke renaissance. Hij werkte lange tijd in de Nederlanden, onder meer aan het hof van Margaretha van Oostenrijk.

## Leven en werk
Over de opleiding van Conrad is nauwelijks iets geweten. Het is zeker dat hij vóór 1506 aan het hof van keurvorst Frederik III van Saksen "de Wijze" was tewerkgesteld. Toen Lucas Cranach de Oude aan het hof in Wittenberg was verbonden werkte Meit in diens atelier.
Zijn artistieke loopbaan zette hij voort in Mechelen waar hij aan het hof van Margaretha van Oostenrijk als hofbeeldhouwer werd benoemd. Volgens de archieven was hij daar van 1512 tot 1530 werkzaam. In haar opdracht schiep Meit zijn beroemdste werk: de monumentale grafmonumenten voor Margaretha van Oostenrijk zelf, en haar reeds overleden gemaal Filibert II van Savoye en zijn moeder Margaretha van Bourbon. Deze monumenten werden opgericht in de eveneens in opdracht van Margaretha van Oostenrijk gebouwde kloosterkerk, de Nicolaas van Tolentijnkerk, in Brou, een buitenwijk van Bourg-en-Bresse in de huidige regio Auvergne-Rhône-Alpes.
Na Margaretha's dood werkte Meit tussen 1531 en 1534 aan een monumentaal praalgraf voor Philibert van Chalon, prins van Orange, dat in de kerk van Lons-le-Saunier moest worden opgericht. Door onenigheid tussen de moeder van de overleden prins en zijn opvolger René van Nassau werd het werk nooit voltooid. Een aantal van de 25 levensgrote sculpturen bleven wel nog een tijd in Lons aanwezig, maar zijn vandaag op één uitzondering na spoorloos verdwenen. Een onderdeel dat bewaard bleef, is de prachtige portretbuste in wit carraramarmer van "Onze-Lieve-Vrouw van Loreto" die vandaag in de Sint-Michiels en Sint-Goedelekathedraal in Brussel wordt bewaard. Na zijn terugkeer uit Frankrijk leefde en werkte Meit tot aan zijn dood in Antwerpen. Hij werkte er mee aan de nieuwe inrichting van de in 1533 door brand verwoeste Onze-Lieve-Vrouwekathedraal. De werken die hij daar schiep gingen vermoedelijk al tijdens de beeldenstorm van 1566 verloren. In zijn Antwerpse periode leverde hij onder meer nog een rijkelijk gesculpteerde sacramentstoren en een praalgraf voor de Abdij van Tongerlo. Deze monumentale werken verdwenen tijdens de Franse Revolutie.
Conrat Meit wordt vooral herinnerd als een overgangsfiguur tussen de laatgotische beeldhouwkunst en de renaissance. Net als zijn tijdgenoot, de schilder Jan Gossaert, was hij een van de eerste beeldhouwers in het noorden die het menselijk naakt naar klassiek model introduceerden. Door de kleine schaal waarin hij meestal werkte en de materialen die hij gebruikte - vooral hout en albast - heeft zijn werk echter niet het heroïsche klassieke karakter van dat van zijn Italiaanse collega's. Zijn "kleinsculpturen" zijn echter bijzonder gaaf gevormd, en door hun fijne detaillering en kostbare materialen waren ze gegeerde verzamelobjecten voor vorstelijke collectioneurs. Kunstenaars als Lucas Cranach de Oude en Albrecht Dürer hebben zijn werk hoog ingeschat. Dürer schreef over Meit:...gute [...] bildtschniczer mit nahmen Conrad, desgleichen ich kein gesehen hab, der dienet des kaisers tochter, frau Margareth. (...de goede beeldsnijder, Conrad genaamd, wiens gelijke ik nog nooit ben tegengekomen, hij werkt in dienst van de dochter van de keizer, vrouwe Margaretha.)
Na zijn dood werd Meit erg snel vergeten. Dit komt onder meer doordat zijn vele kleine werken in ontoegankelijke vorstelijke collecties verdwenen. De meer monumentale werken bevonden zich dan weer op afgelegen plaatsen (Tongerlo, Bourg-en-Bresse, Lons-le-Saunier) of gingen al vroeg verloren door oorlogen en plunderingen. Toen hij in de 19de eeuw werd herontdekt paste zijn "internationale" carrière bovendien niet erg goed in de toen zeer sterk in "nationalistische" zin ontwikkelde kunstgeschiedschrijving.